# فيديريكو بلامر
فيديريكو بلامر (بالإسبانية: Federico Plummer)‏ (10 أبريل 1929 - 2004) هو ملاكم بنمي.

## روابط خارجية
- فيديريكو بلامر على موقع بوكس ريك (الإنجليزية) (registration required)